# Tabaga (oeloes Megino-Kangalasski)
Tabaga (Russisch: Табага, Jakoets: Табаҕа; Tabagja) is een plaats (selo) in de oeloes Megino-Kangalasski van de Russische autonome republiek Sacha (Jakoetië). De plaats telde 892 inwoners bij de volkstelling van 2010 tegen 1098 bij die van 2002.

## Geografie en voorzieningen
Het dorp ligt op een alas, bij het gelijknamige Tabagameer. Tabaga ligt op 73 kilometer van het oeloescentrum Nizjni Bestjach en 398 kilometer ten zuidoosten van het voormalige oeloescentrum Majja.
In het dorp bevinden zich een cultureel centrum en een middelbare school (gesticht in 1918, sinds 1968 middelbare school).

## Geschiedenis
De plaats werd gesticht in het begin van de 20e eeuw. Er bevond zich vroeger een staatsbedrijf dat zich richtte op veeteelt en de verbouw van granen.